# Käthe Hoffrage
Käthe Hoffrage (* 22. Juni 1920 in Schiffdorf; † 14. November 1989 in Bremerhaven) war eine Bremer Politikerin (SPD) sowie Mitglied der Bremischen Bürgerschaft.

## Biografie

### Familie, Ausbildung und Beruf
Hoffrage war die Tochter des Maurers Carl Cordt (SPD), der nach 1945 Stadtverordnetenvorsteher in Bremerhaven wurde. Sie wuchs in Schiffdorferdamm auf, welches  1927 nach Wesermünde (ab 1947 Bremerhaven) eingemeindet wurde. Ihr sozialdemokratisches und gewerkschaftliches Elternhaus prägte sie. 1937 heiratete sie den Maurer Wilhelm  Hoffrage.

Nach einer kaufmännischen Lehre war sie im Einzelhandel tätig. Von 1951 bis 1961 arbeitete sie bei der gemeinwirtschaftlichen Großeinkaufs-Gesellschaft Deutscher Konsumgenossenschaften (GEG) (vermutlich im Betrieb Fischversand Bremerhaven). Hier wurde sie 1953 Mitglied im Betriebsrat. 

### Politik und Gewerkschaft
Hoffrage war seit 1950 Mitglied der SPD in Bremerhaven. Sie war länge Zeit Mitglied im Vorstand des SPD-Ortsvereins Schiffdorferdamm, im SPD-Unterbezirk Bremerhaven und im Landesvorstand der SPD Bremen. Sie war dabei als Kommunalpolitikerin aktiv sowie in verschiedenen Parteiausschüssen u. a. im Frauenausschuss. 
Als Gewerkschafterin war sie in der Gewerkschaft Nahrung-Genuss-Gaststätten (NGG) tätig sowie im Kreisvorstand Bremerhaven des Deutschen Gewerkschaftsbundes (DGB). 
Von 1959 bis 1979 war sie 20 Jahre lang Mitglied der Bremischen Bürgerschaft und in verschiedene Deputationen und Ausschüssen der Bürgerschaft tätig. Von 1975 bis 1979 nahm sie die Funktion einer Schriftführerin der Bürgerschaft war. Danach war sie noch von 1979 bis 1983 Mitglied in der Deputation für den Fischereihafen.